# Saint-Hervé
Saint-Hervé é uma comuna francesa na região administrativa da Bretanha, no departamento Côtes-d'Armor. Estende-se por uma área de 9,74 km². Em 2010 a comuna tinha 411 habitantes (densidade: 42,2 hab./km²).